# Женский мировой шоссейный кубок UCI 2006
Женский мировой шоссейный кубок UCI 2006 — 9-й сезон одноимённого шоссейного сезонного соревнования.

## Обзор сезона
Календарь турнира претерпел изменения. По сравнению с прошлым сезоном изменения коснулись только европейских гонок. Из него исчез британский Гран-при Уэльса. В то же время он пополнился двумя новыми гонками — датской Ледис Голден Хоур в формате командной гонки с раздельным стартом и шведской Опен Воргорда RR. Проводившаяся также в прошлом сезоне Примавера Роза и изначально запланированная в этом была отменена в конце января. Таким образом турнир стал состоять из 12 однодневных гонок которые также входили в Женский мировой шоссейный календарь UCI 2006. Турнир стартовал в конце февраля начале марта двумя гонками в Австралии и Новой Зеландии. Затеи с начала апреля по начало мая прошло ещё четыре гонки в Европе. После этого в конце мая была проведена одна гонка в Канаде. Заключительные пять гонки прошли в с конца июля по середину сентябре снова в Европе.
Регламент турнира в результате добавления командного рейтинга и командной гонки претерпел ряд изменения. Индивидуальный рейтинг предусматривал начисление очков первым 20 гонщицам на каждой гонке. В последней гонке сезона начисляемые очки удваивались. Помимо этого по итогам командной гонки очки начислялись первым четырём или большему количеству гонщиц команды одновременно пересёкшим финишную черту. Если команда пересекала финишную линию менее чем с четырьмя гонщицами то очки не начислялись. Победитель сезона определялся по общей сумме набранных очков независимо от количества проведённых гонок. Командный рейтинг рассчитывался путём сложения очков за командную гонку и набранных очков четырьмя лучшими гонщицами команды на каждой из всех остальных гонкок.
Начисляемые очки
| Место             | 1  | 2  | 3  | 4  | 5  | 6  | 7  | 8  | 9  | 10 | 11 | 12 | 13 | 14 | 15 | 16 | 17 | 18 | 19 | 20 |
| ----------------- | -- | -- | -- | -- | -- | -- | -- | -- | -- | -- | -- | -- | -- | -- | -- | -- | -- | -- | -- | -- |
| Однодневная гонка | 75 | 50 | 35 | 30 | 27 | 24 | 21 | 18 | 15 | 11 | 10 | 9  | 8  | 7  | 6  | 5  | 4  | 3  | 2  | 1  |
| Командная гонка   | 35 | 30 | 25 | 20 | 16 | 15 | 14 | 13 | 12 | 11 | 10 | 9  | 8  | 7  | 6  | 5  | 4  | 3  | 2  | 1  |

| Место           | 1   | 2   | 3   | 4  | 5  | 6  | 7  | 8  | 9  | 10 | 11 | 12 | 13 | 14 | 15 | 16 | 17 | 18 | 19 | 20 |
| --------------- | --- | --- | --- | -- | -- | -- | -- | -- | -- | -- | -- | -- | -- | -- | -- | -- | -- | -- | -- | -- |
| Командная гонка | 140 | 120 | 100 | 80 | 64 | 60 | 56 | 52 | 48 | 44 | 40 | 36 | 32 | 28 | 24 | 20 | 16 | 12 | 8  | 4  |

Победительницей индивидуального рейтинга  второй раз британка Николь Кук которая выиграла 2 гонки, она также стала первой по итогам Мирового календаря UCI 2006. Второе место заняла немка Ина-Йоко Тойтенберг, третье – швейцарка Аннетт Бойтлер. Среди команд первенствовала швейцарская Univega.

## Календарь
| 26 фев | Джелонг Ворлд Кап         | CDM | Ина-Йоко Тойтенберг      | Михо Оки              | Катерина Бейтс        |
| 6 мар  | Веллингтон Ворлд Кап      | CDM | Сара Ульмер              | Ойнон Вуд             | Ина-Йоко Тойтенберг   |
| 2 апр  | Тур Фландрии              | CDM | Мирьям Мельхерс          | Кристиана Зёдер       | Лус Гюнневейк         |
| 19 апр | Флеш Валонь               | CDM | Николь Кук               | Юдит Арндт            | Трикси Воррак         |
| 23 апр | Тур Берна                 | CDM | Зульфия Забирова         | Ойнон Вуд             | Ольга Слюсарева       |
| 7 май  | Гран-при Кастилии и Леона | CDM | Николь Кук               | Юдит Арндт            | Сюзанн Юнгског        |
| 27 май | Монреаль Ворлд Кап        | CDM | Юдит Арндт               | Николь Кук            | Кристин Армстронг     |
| 28 июл | Опен Воргорда RR          | CDM | Сюзанн Юнгског           | Николь Кук            | Моника Холлер         |
| 30 июл | Ледис Голден Хоур         | CDM | Univega Pro Cycling Team | Buitenpoort-Flexpoint | AA Drink-Cycling Team |
| 26 авг | Гран-при Плуэ - Бретань   | CDM | Николь Брендли           | Джорджа Бронцини      | Николь Кук            |
| 3 сен  | Тур Роттердама            | CDM | Ина-Йоко Тойтенберг      | Таня Шмидт-Хеннес     | Кирстен Вилд          |
| 10 сен | Тур Нюрнберга             | CDM | Регина Шляйхер           | Ина-Йоко Тойтенберг   | Джорджа Бронцини      |

## Итоговый рейтинг
| Индивидуальный рейтинг | Индивидуальный рейтинг | Индивидуальный рейтинг         | Индивидуальный рейтинг | Индивидуальный рейтинг |
| Гонщик                 | Гонщик                 | Команда                        | Очки                   |                        |
| ---------------------- | ---------------------- | ------------------------------ | ---------------------- | ---------------------- |
| 1-й                    | Николь Кук             | Univega Pro Cycling Team       | 473 очков              |                        |
| 2-й                    | Ина-Йоко Тойтенберг    | T-Mobile                       | 311 очков              |                        |
| 3-й                    | Аннетт Бойтлер         | ELK Haus Nö                    | 244 очков              |                        |
| 4-й                    | Юдит Арндт             | T-Mobile                       | 236 очков              |                        |
| 5-й                    | Сюзанн Юнгског         | Buitenpoort-Flexpoint          | 221 очков              |                        |
| 6-й                    | Ойнон Вуд              | Equipe Nürnberger Versicherung | 170 очков              |                        |
| 7-й                    | Регина Шляйхер         | Equipe Nürnberger Versicherung | 150 очков              |                        |
| 8-й                    | Трикси Воррак          | Equipe Nürnberger Versicherung | 139 очков              |                        |
| 9-й                    | Джорджа Бронцини       | A.S. Team FRW                  | 127 очков              |                        |
| 10-й                   | Зульфия Забирова       | Bigla                          | 120 очков              |                        |

| Командный рейтинг | Командный рейтинг              | Командный рейтинг | Командный рейтинг |
| Команда           | Команда                        | Очки              |                   |
| ----------------- | ------------------------------ | ----------------- | ----------------- |
| 1-й               | Univega Pro Cycling Team       | 807 очков         |                   |
| 2-й               | T-Mobile                       | 607 очков         |                   |
| 3-й               | Buitenpoort-Flexpoint          | 582 очков         |                   |
| 4-й               | Equipe Nürnberger Versicherung | 537 очков         |                   |
| 5-й               | Bigla                          | 366 очков         |                   |
| 6-й               | AA Drink-Cycling Team          | 304 очков         |                   |
| 7-й               | Nobili Rubinetterie-Menikini   | 266 очков         |                   |
| 8-й               | Bianchi-Aliverti-Kookai        | 211 очков         |                   |
| 9-й               | Италия                         | 164 очков         |                   |
| 10-й              | ELK Haus Nö                    | 117 очков         |                   |